# Albéric Dupuy
Albéric Dupuy, né le 14 mars 1842 à Bergerac et mort le 27 novembre 1900 à Bordeaux, est un peintre français.

## Biographie
Jean Noëmi Albéric Dupuy est le fils de Marc Michel Dupuy, négociant, et de Marguerite Bordes.
Élève de Jean-Léon Gérôme, il expose au Salon de 1870 à 1893.
Il épouse Marie Hélène Nauroy et devient professeur à l'École des beaux-arts de Bordeaux. Il compte parmi ses élèves Gaston Larée, William Laparra, Fernand Sabatté, Paul Antin, Léon Fauret…
Il meurt à Bordeaux à l'âge de 68 ans.

## Liste des œuvres
- Portrait de Mounet-Sully, 1895, Bergerac, Musée du Tabac.